# Чемпионат Европы по спортивной гимнастике 2007
Чемпионат Европы по спортивной гимнастике 2007 года прошёл 26—29 апреля в Амстердаме (Нидерланды).

## Медалисты-мужчины

### Абсолютное первенство
| Место | Спортсмен                 | Баллы  |
| ----- | ------------------------- | ------ |
| 1     | Россия Максим Девятовский | 90.250 |
| 2     | Германия Фабиан Хамбюхен  | 89.675 |
| 3     | Россия Юрий Рязанов       | 89.000 |

### Вольные упражнения
| Место | Спортсмен                  | Баллы  |
| ----- | -------------------------- | ------ |
| 1     | Испания Рафаэль Мартинес   | 15.550 |
| 2     | Франция Тома Буэль         | 15.350 |
| 3     | Германия Маттиас Фариг     | 15.275 |
| 3     | Греция Элефтериос Космидис | 15.275 |

### Конь
| Место | Спортсмен                     | Баллы  |
| ----- | ----------------------------- | ------ |
| 1     | Венгрия Кристиан Берки        | 15.800 |
| 2     | Великобритания Дэниел Китингс | 15.450 |
| 3     | Румыния Флавьюс Кокзи         | 15.325 |

### Кольца
| Место | Спортсмен                  | Баллы  |
| ----- | -------------------------- | ------ |
| 1     | Украина Александр Воробьёв | 16.325 |
| 2     | Болгария Йордан Йовчев     | 16.200 |
| 2     | Италия Андреа Копполино    | 16.200 |

### Опорный прыжок
| Место | Спортсмен                  | Баллы  |
| ----- | -------------------------- | ------ |
| 1     | Россия Антон Голоцуцков    | 16.537 |
| 2     | Франция Рафаэль Виньяниц   | 16.312 |
| 3     | Нидерланды Джеффрей Ваммес | 16.237 |

### Параллельные брусья
| Место | Спортсмен                  | Баллы  |
| ----- | -------------------------- | ------ |
| 1     | Словения Митя Петковшек    | 15.875 |
| 2     | Россия Николай Крюков      | 15.450 |
| 3     | Нидерланды Эпке Зондерланд | 15.400 |

### Перекладина
| Место | Спортсмен                | Баллы  |
| ----- | ------------------------ | ------ |
| 1     | Германия Фабиан Хамбюхен | 16.025 |
| 2     | Словения Альяж Пеган     | 15.675 |
| 3     | Италия Игор Кассина      | 15.675 |

## Медалисты-женщины

### Абсолютное первенство
| Место | Спортсмен              | Баллы  |
| ----- | ---------------------- | ------ |
| 1     | Италия Ванесса Феррари | 61.075 |
| 2     | Румыния Сандра Избаша  | 59.900 |
| 3     | Украина Алина Козич    | 59.300 |

### Опорный прыжок
| Место | Спортсмен                  | Баллы  |
| ----- | -------------------------- | ------ |
| 1     | Италия Карлотта Джованнини | 14.812 |
| 2     | Германия Оксана Чусовитина | 14.725 |
| 3     | Россия Анна Грудко         | 14.625 |

### Разновысокие брусья
| Место | Спортсмен                   | Баллы  |
| ----- | --------------------------- | ------ |
| 1     | Украина Дарья Згоба         | 15.775 |
| 2     | Румыния Стельяна Нистор     | 15.725 |
| 3     | Россия Екатерина Крамаренко | 15.425 |

### Упражнения на бревне
| Место | Спортсмен               | Баллы  |
| ----- | ----------------------- | ------ |
| 1     | Россия Юлия Ложечко     | 15.675 |
| 2     | Румыния Сандра Избаша   | 15.525 |
| 3     | Греция Стефани Бисмпику | 15.475 |
| 3     | Румыния Стельяна Нистор | 15.475 |

### Вольные упражнения
| Место | Спортсмен                      | Баллы  |
| ----- | ------------------------------ | ------ |
| 1     | Италия Ванесса Феррари         | 15.400 |
| 2     | Великобритания Элизабет Твиддл | 15.250 |
| 3     | Украина Алина Козич            | 15.050 |